# Burgertime

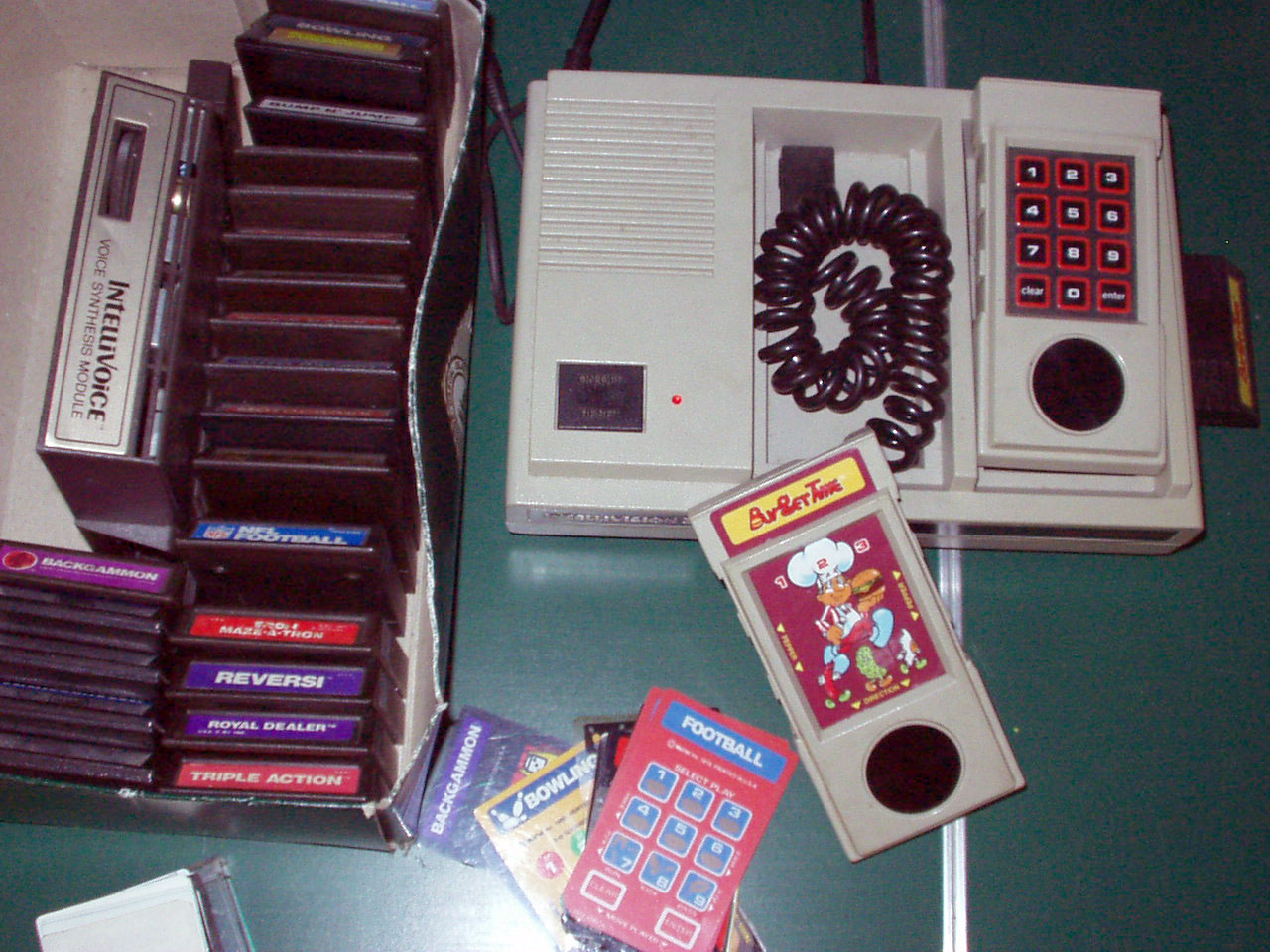
Intellivision II y el juego Burgertime

Burgertime ( バーガータイム) (Hora de las hamburguesas en español) es un juego de arcade de 1982 creado por Data East Corporation para su propio sistema arcade, el DECO Cassette System (un sistema en el que los juegos estaban almacenados en casetes de audio comunes y corrientes). El juego originalmente se llamó Hamburger (Hamburguesa) en Japón, pero fue renombrado antes de ser lanzado en los Estados Unidos. Burgertime pone al jugador en el rol de un chef ("Peter Pepper") quien debe dejar caer partes de hamburguesas hacia sus bandejas caminando sobre ellas, mientras evade a los personajes de comida que lo persiguen por el laberinto.
El juego fue muy popular en arcades. En los Estados Unidos, Data East USA le cedió la distribución del juego a Midway Games, entonces llamado Bally Midway. Las versiones de Data East y Midway se pueden distinguir fácilmente porque el nombre de cada compañía aparece en la pantalla inicial.

## Argumento
El campo de juego consiste de una serie de escaleras y plataformas sobre las cuales descansan las capas de las hamburguesas: el pan, las lonchas de carne, los tomates, la lechuga, y el queso. Las capas están acomodadas verticalmente para que puedan dejarse caer unas sobre otras en el orden designado.
El objetivo del jugador es controlar a su chef para que camine sobre las capas de las hamburguesas y las haga caer, preparando así la hamburguesa. Cuando el jugador ha caminado a lo largo de una capa por entero, esta cae un nivel. Si la capa cae encima de otra, esta última también caerá un nivel. Cuando todas las capas caen a la bandeja en la parte inferior de la pantalla, la hamburguesa queda completa. Cuando se completan todas las hamburguesas se gana el nivel. La forma más rápida de completar una hamburguesa es dejando caer la capa superior, la tapa del pan, con un enemigo encima sobre las otras (véase más abajo).
Cada nivel se vuelve más difícil, con laberintos más complicados que hacen más difícil escapar de los enemigos y llegar a las hamburguesas. Algunos niveles requieren de más piezas en las hamburguesas par completarlas, en otros puede haber más hamburguesas o más enemigos.
Mientras prepara las hamburguesas, el jugador debe esquivar a los enemigos, que son animaciones de comida: Mr Hot Dog (Sr. Perro Caliente), Mr Pickle (Sr. Pepinillo) y Mr Egg (Sr. Huevo). Se puede "matar" temporalmente a los enemigos haciendo que capas de hamburguesa caigan sobre ellos; de este modo volverán a aparecer por los extremos de la pantalla en pocos segundos. El jugador también puede hacer que los enemigos lo persigan por sobre una capa de hamburguesa para después dejarlos caer con todo y la capa; el peso adicional de los enemigos hace que las capas caigan más de un nivel, y dichos enemigos quedan aturdidos sin moverse por unos segundos.
El jugador tiene una dotación limitada de pimienta la cual puede rociar sobre enemigos cercanos para convertirlos en inofensivos por unos segundos. Dosis extras de pimienta se pueden recolectar cuando aparecen en la pantalla las figuras de una taza de café, un cono de helado o papas fritas; estos incentivos surgen cuando se han completado un cierto número de capas de hamburguesa.

## El legado
Debido a su éxito, el juego fue compilado para distintas computadoras y consolas de videojuegos tales como: Apple II, Atari 2600, ColecoVision, Commodore 64, MS-DOS, Intellivision, el Aquarius de Mattel, MSX, NES y el TI-99/4A. En épocas recientes se puede hallar en celulares. También se hizo una versión para el primer Game Boy de Nintendo.
El juego apareció en una compilación de juegos de Midway, titulada Arcade's Greatest Hits: The Midway Collection 2 para la consola PlayStation.
Para Burgertime se tenía planeada una secuela, PizzaTime, que estaba en desarrollo cuando el mercado de los videojuegos se colapsó y por ello nunca fue completada.
Burgertime sí inspiró dos secuelas de arcade: Peter Pepper's Ice Cream Factory (La fábrica de helado de Peter Pepper) y Super BurgerTime. Ninguno de los dos fue ampliamente distribuido ni tampoco muy popular. Super BurgerTime le permitía a dos jugadores jugar al mismo tiempo y le era fiel al Burguertime original aunque con gráficos mejorados. Una secuela para consola titulada Diner fue publicada para el Intellivision por INTV Corp, usando código sobrante de un juego sobre He-Man que no se completó.
Algunas versiones caseras del juego se llegaron a crear para el Atari 5200 y el Atari 7800 tituladas Beef Drop.
Una versión del juego se hizo para el Game Boy Color que usaba a personajes de Los Picapiedra y se tituló Burgertime in Bedrock.

## Trivia
- En Japón (y en España), muchos lugares en los que se sirven hamburguesas ofrecen la opción de prepararlas con un huevo frito, y por ello uno de los enemigos en el juego es un huevo.

- El Sr. Huevo aparece en un capítulo de Futurama de Matt Groening.

- De acuerdo con Twin Galaxies el récord mundial de puntos en BurgerTime es de 9,000,000 de puntos, logrados por Bryan L. Wagner de Turbotville, Pensilvania el 2 de junio de 2006. El primer campeón de BurgerTime registrado fue Franz Lanzinger quien hizo 1,081,900 puntos en Sunnyvale, California el 1 de noviembre de 1982.

- Una versión no oficial del juego titulada Burger Time (nótese la diferencia en el espacio) fue publicada en 2003 para el ZX Spectrum por ALEAsoft en España.

- El comercial de adult swim de Aqua Teen Hunger Force es una parodia al del videojuego bugertime.

## Serie
- Burgertime (1982, Data East) - Arcade
- Peter Pepper's Ice Cream Factory (1984, Data East) - DECO Cassette System
- Diner (1987, INTV) - Intellivision
- Super Burger Time (1990, Data East) - Arcade
- Burger Time Deluxe (2009, Namco-Data East) - iphone/ipod touch